# 深海一号能源站
深海一号能源站是由中国海洋石油集团有限公司生产的十万吨级深水半潜式生产储油平台，总重量超过5万吨，最大投影面积為两个标准足球场大小，总高度為120米，最大排水量為11万吨，最大储油量近2万立方米，於2021年1月14日交付，並投入位於南中國海的水深1500米的陵水17-2（深海一号）气田的開發工作。2021年5月29日，深海一号能源站完成全部设备安装工作。2021年6月25日，深海一号气田正式投产。